# Zheng Long
Zheng Long (en chino simplificado, 郑龙; en chino tradicional, 鄭龍; pinyin, Zhèng Lóng; nacido el 15 de abril de 1988 en Qingdao, Shandong) es un futbolista chino. Juega de delantero y su equipo actual es el Dalian Yifang de la Superliga de China.

## Carrera
Zheng Long comenzó su carrera como futbolista en la temporada 2006 después de graduarse de la cantera de Qingdao Jonoon. Finalmente haría su debut para el club en el año siguiente, el 3 de marzo de 2007, en un empate 1-1 ante Zhejiang Greentown. A lo largo de toda la temporada él sería parte determinante del equipo al disputar 20 partidos de liga; sin embargo, fue durante 2008 que Zheng se afirmó como un prominente jugador del lado izquierdo y un especialista en tiros libres dentro del equipo, cuando él ayudó a Qingdao con cinco goles en 27 apariciones.
El 19 de julio de 2013, Zheng fue cedido a préstamo a Guangzhou Evergrande de la Superliga de China hasta el 31 de diciembre de ese mismo año. Él hizo su debut para el club el 31 de julio de 2013 en una victoria por 3-0 a Beijing Guoan. Zheng fue transferido permanentemente al cuadro del Cantón en la temporada 2014 después de que Qingdao descendiera de la primera división en el año anterior. No disputó partidos durante el 2014 debido a una grave lesión en la pierna.

## Selección nacional
Zheng hizo su debut para la selección de fútbol de China el 18 de julio de 2009 en una victoria 3-1 a Palestina. Marcó su primer gol para el equipo nacional el 8 de noviembre de 2009 en un empate 2-2 ante Kuwait.

## Trayectoria

### Clubes
| Club                            | País  | Año             |
| ------------------------------- | ----- | --------------- |
| Qingdao Jonoon                  | China | 2006 - 2013     |
| Guangzhou Evergrande (préstamo) | China | 2013            |
| Guangzhou Evergrande            | China | 2014 - Presente |
| Dalian Yifang (préstamo)        | China | 2019 - Presente |

## Estadísticas

### Clubes
- Actualizado hasta el 16 de marzo de 2016:

| Club | Div.          | Temporada     | Liga  | Liga  | Liga   | Copas nacionales(1) | Copas nacionales(1) | Copas nacionales(1) | Copas internacionales(2) | Copas internacionales(2) | Copas internacionales(2) | Total | Total | Total  | Media goleadora(3) |
| Club | Div.          | Temporada     | Part. | Goles | Asist. | Part.               | Goles               | Asist.              | Part.                    | Goles                    | Asist.                   | Part. | Goles | Asist. | Media goleadora(3) |
| --- | ------------- | ------------- | ----- | ----- | ------ | ------------------- | ------------------- | ------------------- | ------------------------ | ------------------------ | ------------------------ | ----- | ----- | ------ | ------------------ |
| Qingdao Jonoon China |               |               |       |       |        |                     |                     |                     |                          |                          |                          |       |       |        |                    |
| 1.ª | 2006          | 4             | 0     | 0     | 0      | 0                   | 0                   | —                   | —                        | —                        | 4                        | 0     | 0     | 0,00   |                    |
| 1.ª | 2007          | 20            | 1     | 1     | —      | —                   | —                   | —                   | —                        | —                        | 20                       | 1     | 1     | 0,05   |                    |
| 1.ª | 2008          | 27            | 5     | 2     | —      | —                   | —                   | —                   | —                        | —                        | 27                       | 5     | 2     | 0,19   |                    |
| 1.ª | 2009          | 30            | 5     | 4     | —      | —                   | —                   | —                   | —                        | —                        | 30                       | 5     | 2     | 0,17   |                    |
| 1.ª | 2010          | 24            | 3     | 2     | —      | —                   | —                   | —                   | —                        | —                        | 24                       | 3     | 2     | 0,13   |                    |
| 1.ª | 2011          | 29            | 5     | 13    | 0      | 0                   | 0                   | —                   | —                        | —                        | 29                       | 5     | 13    | 0,17   |                    |
| 1.ª | 2012          | 24            | 4     | 2     | 0      | 0                   | 0                   | —                   | —                        | —                        | 24                       | 4     | 2     | 0,17   |                    |
| 1.ª | 2013          | 16            | 3     | 6     | 0      | 0                   | 0                   | —                   | —                        | —                        | 16                       | 3     | 6     | 0,19   |                    |
| Total club | Total club    | 174           | 26    | 30    | 0      | 0                   | 0                   | 0                   | 0                        | 0                        | 174                      | 26    | 28    | 0,15   |                    |
| Guangzhou Evergrande China |               |               |       |       |        |                     |                     |                     |                          |                          |                          |       |       |        |                    |
| 1.ª | 2013          | 7             | 2     | 0     | 1      | 0                   | 0                   | 1                   | 0                        | 0                        | 9                        | 2     | 0     | 0,22   |                    |
| 1.ª | 2014          | 0             | 0     | 0     | 0      | 0                   | 0                   | 0                   | 0                        | 0                        | 0                        | 0     | 0     | 0,00   |                    |
| 1.ª | 2015          | 27            | 7     | 6     | 0      | 0                   | 0                   | 13                  | 1                        | 2                        | 40                       | 8     | 8     | 0,20   |                    |
| 1.ª | 2016          | 2             | 0     | 0     | 1      | 0                   | 0                   | 3                   | 0                        | 0                        | 6                        | 0     | 0     | 0,00   |                    |
| Total club | Total club    | 36            | 9     | 6     | 2      | 0                   | 0                   | 17                  | 1                        | 2                        | 55                       | 10    | 8     | 0,18   |                    |
| Total carrera | Total carrera | Total carrera | 210   | 35    | 36     | 2                   | 0                   | 0                   | 17                       | 1                        | 2                        | 229   | 36    | 36     | 0,16               |
| (1) Incluye datos de Copa de China y Supercopa de China. (2) Incluye datos de Liga de Campeones de la AFC y Copa Mundial de Clubes de la FIFA. (3) No incluye goles en partidos amistosos. |               |               |       |       |        |                     |                     |                     |                          |                          |                          |       |       |        |                    |

### Goles en la Selección nacional
| No | Fecha                    | Sede                                                    | Oponente | Gol | Resultado | Competición            |
| -- | ------------------------ | ------------------------------------------------------- | -------- | --- | --------- | ---------------------- |
| 1. | 8 de noviembre de 2009   | Estadio Al Kuwait Sports Club, Ciudad de Kuwait, Kuwait | Kuwait   | 1–1 | 2–2       | Amistoso internacional |
| 2. | 6 de septiembre de 2013  | Estadio Olímpico, Tianjin, China                        | Singapur | 5–1 | 6–1       | Amistoso internacional |
| 3. | 6 de septiembre de 2013  | Estadio Olímpico, Tianjin, China                        | Singapur | 6–1 | 6–1       | Amistoso internacional |
| 4. | 10 de septiembre de 2013 | Estadio Olímpico, Tianjin, China                        | Malasia  | 1–0 | 2–0       | Amistoso internacional |

### Resumen estadístico
|                       | Partidos | Goles | Promedio |
| --------------------- | -------- | ----- | -------- |
| Liga                  | 210      | 35    | 0,17     |
| Copas nacionales      | 2        | 0     | 0,00     |
| Copas internacionales | 17       | 1     | 0,06     |
| Selección de China    | 10       | 4     | 0,40     |
| Total                 | 239      | 40    | 0,17     |

## Palmarés

### Títulos nacionales
| Título             | Club                 | País  | Año  |
| ------------------ | -------------------- | ----- | ---- |
| Superliga de China | Guangzhou Evergrande | China | 2013 |
| Superliga de China | Guangzhou Evergrande | China | 2014 |
| Superliga de China | Guangzhou Evergrande | China | 2015 |
| Supercopa de China | Guangzhou Evergrande | China | 2016 |
| Superliga de China | Guangzhou Evergrande | China | 2016 |

### Títulos internacionales
| Título                      | Club (*)             | Sede   | Año  |
| --------------------------- | -------------------- | ------ | ---- |
| Liga de Campeones de la AFC | Guangzhou Evergrande | Cantón | 2013 |
| Liga de Campeones de la AFC | Guangzhou Evergrande | Cantón | 2015 |

(*) Incluyendo la selección